# Viam
Viam település Franciaországban, Corrèze megyében. Lakosainak száma 85 fő (2022. január 1.). Viam Bugeat, Gourdon-Murat, Lacelle, Lestards, Saint-Hilaire-les-Courbes, Tarnac és Toy-Viam községekkel határos.

## Népesség
A település népessége az elmúlt években az alábbi módon változott:
| Lakosok száma | 213  | 141  | 133  | 119  | 111  | 107  | 93   | 87   | 84   | 85   |
|               | 1968 | 1982 | 1990 | 2006 | 2013 | 2015 | 2017 | 2019 | 2020 | 2022 |